# Janira Hopffer Almada
Janira Isabel Fonseca Hopffer Almada (Praia, 27 de setembro de 1978) é uma política e advogada cabo-verdiana. Foi a líder do Partido Africano da Independência de Cabo Verde (PAICV) entre 2014 e 2016.

## Biografia
Nascida a 27 de setembro de 1978 na cidade da Praia, na ilha de Santiago, é filha do político, escritor e jurista, David Hopffer Almada, e da professora universitária, Ana Maria Hopffer Almada. Licenciou-se em direito e pós-graduou-se em direito societário na Faculdade de Direito da Universidade de Coimbra, em Portugal.
Janira é advogada e trabalhou como associada na empresa do seu pai, D. Hopffer Almada e Associados. É membro da Ordem dos Advogados de Cabo Verde e foi professora da Universidade Jean Piaget de Cabo Verde entre 2003 e 2006.
Janira foi deputada municipal nas eleições autárquicas de 2008 e foi eleita à Assembleia Nacional de Cabo Verde nas eleições legislativas de 2011. Foi também ministra da Juventude, Emprego e Desenvolvimento dos Recursos Humanos de Cabo Verde.
Janira foi eleita a líder do PAICV a 14 de dezembro de 2014 com 51,24% dos votos, tendo sucedido José Maria Neves, e tornando-se a primeira mulher a liderar o partido. Ela liderou o partido durante as eleições legislativas de 2016, tendo colocado o cargo de presidente à disposição após a vitória do partido do Movimento para a Democracia.
Em agosto de 2016, Janira foi convidada a participar do congresso do Movimento Popular de Libertação de Angola (MPLA), cujas reuniões foram realizadas entre os participantes do PAICV, MPLA e do Partido Socialista (PS), liderado pelo presidente Carlos César.